# Mattias Gijsbertsen
M.T. (Mattias) Gijsbertsen ('s-Gravendeel, 19 februari 1985) is een Nederlands historicus, politicus, bestuurder en organisatieadviseur. Hij is lid van GroenLinks.

## Studie en loopbaan
Tussen 2002 en 2009 studeerde Gijsbertsen geschiedenis aan de Rijksuniversiteit Groningen. Hij richtte zich op politieke geschiedenis, cultuurgeschiedenis en Europese geschiedenis. Hij was tussen 2003 en 2005 student-lid van het afdelingsbestuur van de afdeling geschiedenis. Tussen 2011 en 2012 was hij docent politiek bij de School of Media van Hogeschool Windesheim.

## Politieke loopbaan
Tijdens zijn studie was Gijsbertsen actief bij GroenLinks. Eerst als voorzitter van de lokale Groningse afdeling van DWARS (in 2004) en als lid van de Jongerenfractie van DWARS (in 2005). Vanaf 2006 was hij actief in de Groningse politiek als gemeenteraadslid. Hij heeft in de commissies financiën en veiligheid, beheer en verkeer, werk en inkomen en cultuurverandering gezeten. In 2010 was hij er lijsttrekker en daarna fractievoorzitter. In 2014 was hij wederom lijsttrekker. In 2014 stond hij op plek 3 van de lijst van GroenLinks voor de Europees Parlementsverkiezingen 2014.
Van 2014 tot 13 april 2020 was Gijsbertsen wethouder en locoburgemeester in Groningen. Hij was verantwoordelijk voor sociale zaken en jeugdzorg, duurzaamheid, ecologie, integratie, emancipatie en dierenwelzijn. Tevens was hij wijkwethouder voor het stadsdeel Oost. Na de door GroenLinks gewonnen gemeentelijke herindelingsverkiezingen in Groningen en verkennende gesprekken door Ineke van Gent, werd hij aangewezen als formateur voor een nieuw college. In november 2020 werd hij voorzitter van de kandidatencommissie van GroenLinks in de gemeente Utrecht voor de gemeenteraadsverkiezingen van 2022. Na de gemeenteraadsverkiezingen van 2022 in maart van dat jaar werd hij aangewezen als informateur voor een nieuw te vormen college in Groningen.
Op 8 januari 2025 startte Gijsbertsen samen met Rikus Jager (CDA) en Mirjam Pauwels (VVD) als formateur om tot een nieuw college te komen van BBB, PvdA, GroenLinks en VVD in de provincie Groningen voor de periode 2025–2027. Op 11 maart van dat jaar presenteerden deze partijen hun coalitieakkoord.

## Loopbaan na politiek
In februari 2020 kondigde Gijsbertsen zijn afscheid als wethouder van Groningen aan omdat hij per 13 april 2020 programmadirecteur werd van het landelijke programma 'Geweld hoort nergens thuis' van het ministerie van Volksgezondheid, Welzijn en Sport, het ministerie van Justitie en Veiligheid en de Vereniging van Nederlandse Gemeenten. Op 1 juni 2022 kwam er een einde aan het programma 'Geweld hoort nergens thuis'. Daarmee kwam er ook een einde aan zijn directeurschap.
Per 1 november 2022 werd Gijsbertsen senior managing consultant maatschappelijke ontwikkeling en zorg bij organisatieadviesbureau Berenschot. Daarnaast werd hij lid van de raad van toezicht van Veilig Thuis Gelderland-Midden en lid van de raad van commissarissen van Waterbedrijf Groningen.

## Privéleven
Gijsbertsen is de jongste uit een gezin met een vader, moeder en drie broers. Als domineeszoon groeide hij op in 's-Gravendeel, Zoetermeer en Kampen. Op zijn zeventiende verhuisde hij voor zijn studie naar Groningen. In mei 2020 verhuisde hij met zijn vriend naar Utrecht.
- Parlement.com: vjfud7p7obhu